# Stjärnorna
"Stjärnorna" (tradução portuguesa: "As estrelas") foi a canção que representou a Suécia no Festival Eurovisão da Canção 1994 que se realizou em Dublin, na Irlanda.
Foi interpretada em sueco por  Marie Bergman e Roger Pontare. Foi a primeira canção ser interpretada na noite do evento, antes da canção finlandesa "Bye Bye Baby, interpretada pelo duo CatCat. Terminou em 13.º lugar (entre 25 participantes), obtendo um total de 48 pontos. No ano seguinte, em 1995, a Suécia fez-se representar com o tema "Se på mej", interpretado por Jan Johansen.

## Autores
A canção tinha música de Peter Bertilsson, letra de Mikael Littwold e a orquestração esteve a cargo de Anders Berglund. 

## Letra
A canção fala da importância das estrelas na vida das pessoas. "As estrelas iluminam a minha noite, danço força ao nosso amor. Guiam-nos quando os ventos estão mudando. Segundo a canção "As estrelas regulam como mão do destino"